# Jovan Subotić
Jovan Subotić (Јован Суботић), född 11 februari (gamla stilen: 30 januari) 1817 i Dobrinci vid Ruma, död 28 januari (gamla stilen: 16 januari) 1886 i Zemun, var en serbisk författare.
Subotić, som var ledamot av den serbiska överdomstolen, utgav 1834–37 de lyriska diktsamlingarna Lira och Bosiljka ("Basilika") och redigerade en tid "Letopis Matice Srpske". Han verkade livligt för den serbiska scenkonsten i Belgrad och skrev patriotiska dramer (bland andra Zvonimir kralj hrvatski, Herceg Vladislav, Nemanja och Miloš Obilić). Han författade också ett nationellt epos, Kralj Dečanski (1845), och den för sin tid förtjänstfulla romanen Kaludjer ili istina i poezija (1875, ny upplaga 1881; Munken eller Sanning och dikt); dessutom skrev han en serbisk poetik, Nauka o srpskom stihotvorenju. Hans samlade verk utgavs 1871/1886.

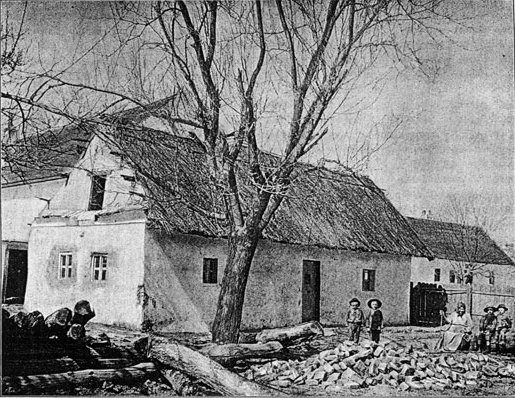
Subotićs födelsehus i Dobrinci